# Ettleben

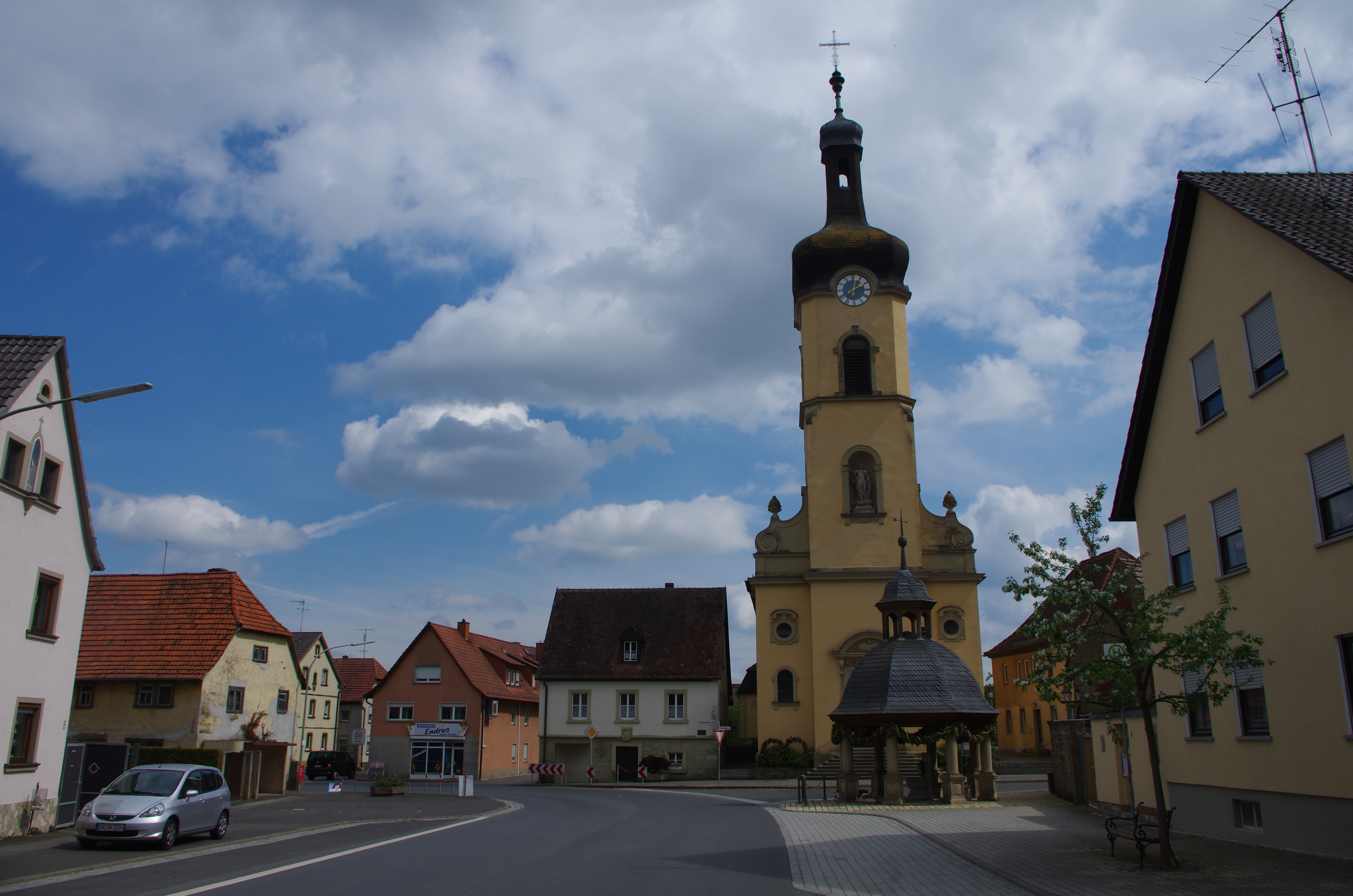
Kirche St. Michael und Brunnenhaus

Ettleben ist ein Gemeindeteil des Marktes Werneck im unterfränkischen Landkreis Schweinfurt in Bayern.

## Geographie
Das Pfarrdorf liegt unmittelbar östlich von Werneck und ist nur durch die südlich vorbeifließende Wern von diesem getrennt. Nördlich berührte der Lachgraben den Ort und mündete im Osten in die Wern. Schweinfurt ist etwa 10 km Luftlinie entfernt.
Das Ortsbild des Altortes ist geprägt durch typisch fränkische Gehöfte, die in Hufeisenform um die Kirche angeordnet sind. Im Westen schließt sich ein Siedlungsgebiet an.

## Geschichte
838 wurde der Ort erstmals urkundlich erwähnt.
Am 1. Juli 1972 wurde die Gemeinde Ettleben im Zuge der Gebietsreform in Bayern in die Gemeinde Werneck eingegliedert. Letzter Bürgermeister Ettlebens war Leo Fuchs.

## Baudenkmäler
Sehenswert ist die katholische Pfarrkirche St. Michael, mit einem Deckenfresko des Engelkampfes und einer Orgel aus dem Jahre 1830. Neben dem Wohnplatz Wiesenhaus an der östlichen Gemarkungsgrenze befindet sich eine Steinfigur des Kreuzschleppers.

## Wirtschaft / Infrastruktur
Durch den guten Lößboden ist traditionell die Landwirtschaft bedeutend, es dominiert der Anbau von Getreide und Zuckerrüben. Daneben gibt es eine große Streuobstanlage. Viele Arbeitnehmer sind in der Schweinfurter Industrie beschäftigt.

### Verkehr
Durch Ettleben führt die Bundesstraße 26. 2 km nördlich verläuft die Autobahn A70 mit der Anschlussstelle Werneck (AS 3). Der Ort ist an das Radwegenetz des Marktes Werneck angeschlossen.

### Sport

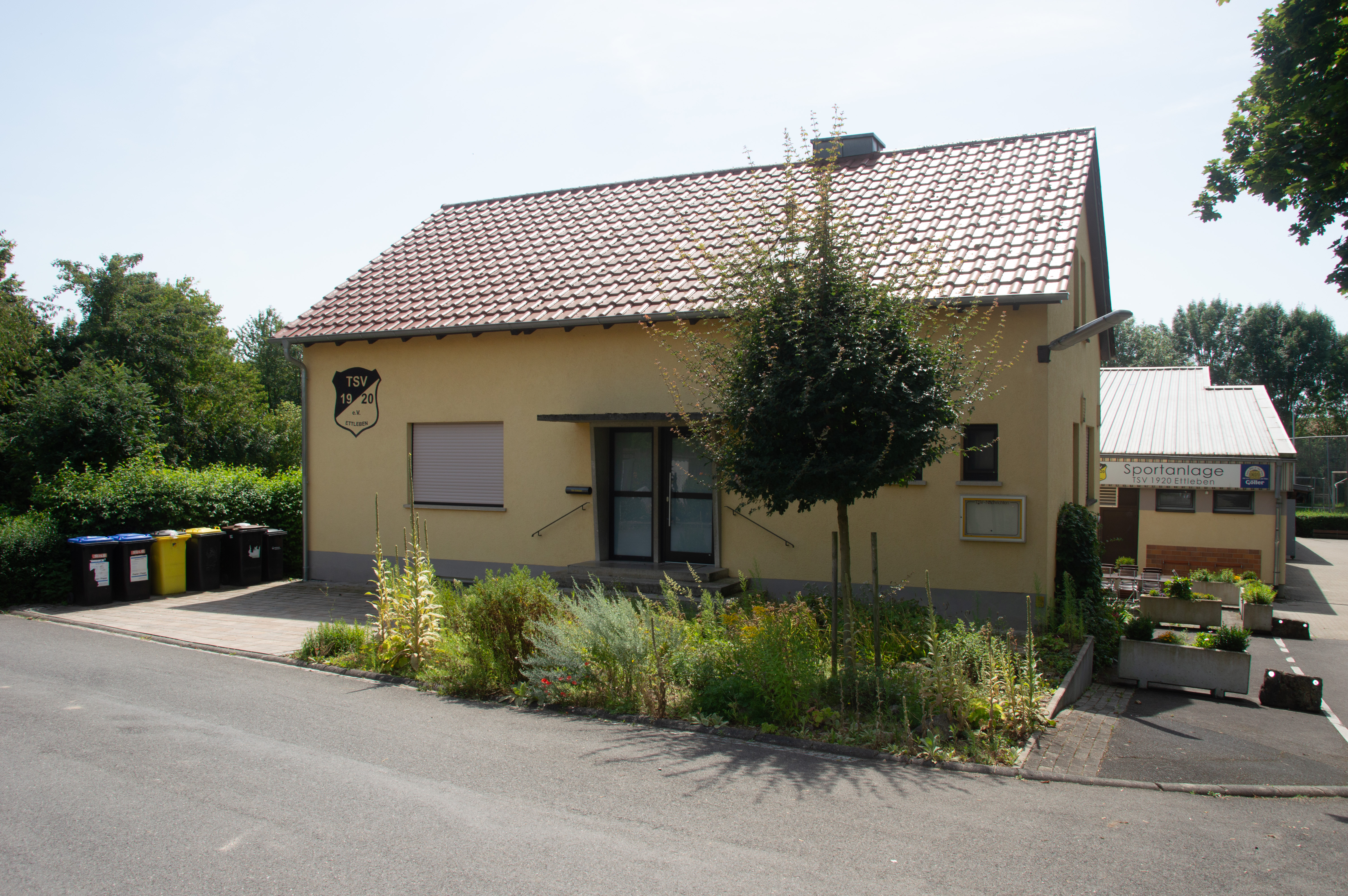
Vereinsheim des TSV Ettleben 1920 e.V.

Im Jahre 1920 wurde der Verein TSV Ettleben 1920 e.V. gegründet. Die Anfänge des Vereins leitete in den ersten Jahren Karl Neidig. Der damalige Fußballverein hat sich mittlerweile zu einem Allround-Sportverein in der Region entwickelt. Die Mitgliederzahler wuchsen seither kontinuierlich. Aktuell zählt der Verein mehr als 600 Mitglieder. Der Verein besteht aus den Abteilungen Fußball, Korbball, Tischtennis, Kinderturnen, Laufen und Gymnastik. Die Fußballabteilung des TSV Ettleben spielt seit der Saison 2009/2010 in einer Spielgemeinschaft mit dem TSV Werneck zusammen. Die erste Mannschaft tritt aktuell in der Bezirksliga Unterfranken Ost an. Die größten Erfolge der Fußballabteilung waren der Aufstieg in die Bezirksliga Unterfranken Ost 2022 sowie das Erreichen des Kreispokalfinals 2024. Auch die Korbballabteilung weist beachtliche Erfolge vor – so etablierte man sich fest in der 1. Bundesliga Süd. Zudem veranstaltet der TSV Ettleben jährlich im April das größte Feld-Korbballturnier Deutschlands, an welchem ca. 60 Mannschaften teilnehmen. Aktuelle 1. Vorsitzende ist Petra Weingart.